# David Winkler (componist)
David Winkler (Chicago, 10 november 1948) is een Amerikaans componist. Winkler studeerde onder meer in New York (Columbia-universiteit), Florence (Cherubini Conservatorium) en Los Angeles (Universiteit van Californië). In zijn thuisland is hij niet erg bekend, maar des te meer in Zuid-Amerika en Azië. Hij ontving uit die landen regelmatig opdrachten voor nieuwe (koor)-composities. 
Zijn oeuvre bestond anno 2009 uit circa 200 werken waaronder drie symfonieën, zes opera-achtige werken, twee vioolconcerten, een pianoconcert en diverse concerten voor diverse muziekinstrumenten, liederen, liederencycli en kamermuziek waaronder drie strijkkwartetten.
Winkler gaf zelf ook les aan onder meer de Columbia-universiteit. In 2008 verscheen bij Naxos een eerste compact disc volledig gewijd aan twee werken van hem; zijn pianoconcert uit 2006 en het Elements Concerti uit 2005.

## Oeuvre (selectief)

### Orkest
- 1996: Symfonie nr. 1
- 2002: Symfonie nr. 2 - "Symphonies Eterna"
- 2004: Symfonie nr. 3 - "Symphony America"
- Concert Prelude for String Orchestra
- The 50th Gate
- Prima
- 2002: Dopo
- 2003: Sarang gwa Pyangwa
- 1995: Fanfare for World Peace
- 1998: The Gates of Freedom
- 2000: Voyage to Arcturus

### Concerten
- Variations on America the Beautiful - for Piano and Orchestra - 8 minutes
- 1993:Concerto for Violin and Orchestra
- Kamersymfonieën nrs. 1 and 2
- Concert Prelude for String Orchestra -

### Opera's
- Arms Akimbo
- All's Well That Ends Well
- The Bacchae
- Tonight a Woman...
- Looking Glass World (after Lewis Carroll)

### Kamermuziek
- Piano Quartet